# Рочестер Нью-Йорк
Рочестер Нью-Йорк (англ. Rochester New York FC) — американський футбольний клуб з Рочестера, Нью-Йорк, заснований у 1996 році, фарм-клуб «Нью-Інгленд Революшн». По сезон 2017 року виступав у USL як «Рочестер Ріноз». Після розіграшу чемпіонату сезону 2017 року команда тимчасово знялася з турніру. У 2022 році провів сезон у лізі MLS Next Pro. Був розформований у березні 2023 року.
Клуб виграв Відкритий кубок США 1999 року, ставши єдиною командою не з MLS, яка виграла трофей з моменту появи MLS у 1996 році.

## Досягнення

Логотип ФК «Рочестер Ріноз».

- USL
  - Чемпіон: 2015
- USL А-Ліга
  - Чемпіон: 1998, 2000, 2001
- Відкритий кубок США з футболу
  - Володар: 1999.